# Borków (Baja Silesia)
Borków (alemán: Reinberg) es una localidad del distrito de Głogów, en el voivodato de Baja Silesia (Polonia). Se encuentra en el suroeste del país, dentro del término municipal de Pęcław, a unos 5 km al noroeste de la localidad homónima y sede del gobierno municipal, a unos 9 al este de Głogów, la capital del distrito, y a unos 85 al noroeste de Breslavia, la capital del voivodato. Borków perteneció a Alemania hasta 1945.
- Datos: Q4945716